# Colin McRae Rally (jeu vidéo, 2013)
Pour la série de jeux vidéo, voir Colin McRae Rally.
Colin McRae Rally  est un jeu vidéo de course de rallye développé et édité par Codemasters, sorti en 2013 sur Windows, Mac, iOS et Android.

## Accueil
- Pocket Gamer : 7/10[1]
- TouchArcade : 3/5[2]